# Antonio García-Bellido

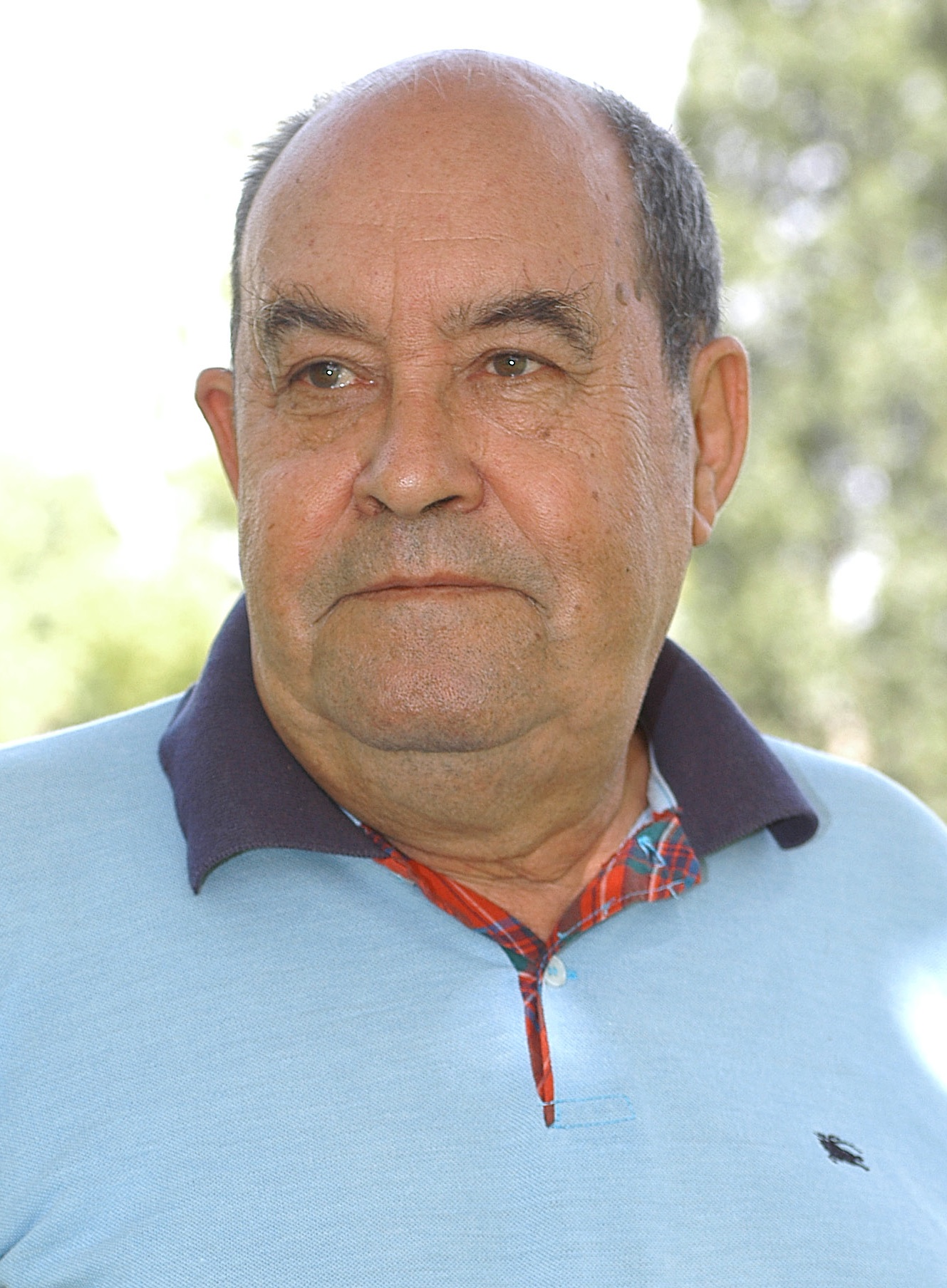
Antonio García-Bellido

Antonio García-Bellido y García de Diego (* 30. April 1936 in Madrid) ist ein spanischer Entwicklungsbiologe.

## Leben
García-Bellido ist der Sohn des Archäologen Antonio García y Bellido und mütterlicherseits Enkel des Philologen Vicente García de Diego. Er studierte Biologie an der Universidad Complutense de Madrid mit dem Lizenziat 1958 und wurde 1962 promoviert mit einer Dissertation über die Genetik des furrow (fw) Locus von Drosophila. Noch vor seiner Promotion war er 1959/60 in Cambridge bei dem Entomologen Vincent Wigglesworth. Als Post-Doktorand war er an der Universität Zürich (bei Ernst Hadorn, von 1962 bis 1965) und am Caltech (bei Edward B. Lewis und Alfred Sturtevant, von 1967 bis 1969). In einem Interview 2012 gab er unter den Personen, die ihn am meisten beeinflussten, neben seinem Vater Ernst Hadorn, Peter Sturtevant und François Jacob an. Seit 1974 hatte er eine Forschungsprofessur des spanischen Forschungsrats (Consejo Superior de Investigaciones Científicas, CSIC), für den er seit 1965 forscht. Er war in den 1970er Jahren mit Severo Ochoa selbst Gründungsmitglied des Zentrums für Molekularbiologie Severo Ochoa und leitete dort das Genetik-Labor. Von 1978 bis 1980 hatte er eine Ehrenprofessur an der Autonomen Universität Madrid.

## Werk
Er ist Urheber der Kompartment-Theorie der Entwicklungsbiologie. Danach bilden sich innerhalb Zellverbänden (Kompartments) Gradienten von Morphogenen, in denen je nach Konzentration des Morphogens Selektorgene die weitere Differenzierung der Zellen bewirken. Studienobjekt war das klassische Modelltier der Genetik Drosophila. Seine Theorie wurde von Francis Crick und Peter Anthony Lawrence 1975 aufgegriffen und von Lawrence, Ginés Morata (der bei ihm 1973 promovierte), Christiane Nüsslein-Volhard und anderen ausgebaut. Das Konzept der Morphogen-Gradienten abhängigen Differenzierung und positionsabhängigen Information war schon älter (die mathematischen Arbeiten von Alan Turing 1952, Lewis Wolpert 1969 und Crick selbst 1970). García-Bellido war der Erste, der Schicksals-Karten (fate maps) des Drosophila-Embryos über genetische Mosaike konstruierte und Kompartments, das heißt Grenzen im Embryo-Gewebe, in denen dieselben Gene die räumliche Identität definieren. Das Konzept war damals umstritten, wurde aber durch Streifenbildung der Genexpression nach In-situ-Hybridisierung im Blastoderm des Drosophila-Embryos bestätigt. Außerdem führte er bei homöotischen Genen das Konzept des Selektorgens ein, das im Gradienten stromaufwärts das stromabwärts gelegene Effektorgen beeinflusst, das verantwortlich für die eigentliche Zellantwort in der Morphogenese ist. 2009 untersuchte er den Achaete-Scute-Komplex (AS-C) von proneuronalen Genen, was genauere Informationen lieferte, wie räumliche Muster in der Entwicklung entstehen.
Er wirkte schulbildend mit internationaler Ausstrahlung, indem er zahlreiche Entwicklungsbiologen ausbildete.

## Ehrungen und Mitgliedschaften
Er ist auswärtiges Mitglied der Royal Society (1986), der Académie des Sciences und der National Academy of Sciences (1987), Mitglied der American Academy of Arts and Sciences (1986), der Academia Europaea, der Real Academia de Ciencias Exactas, Físicas y Naturales (1984) und der Päpstlichen Akademie der Wissenschaften (2003). 1986 erhielt er den Prix Charles-Léopold Mayer der französischen Akademie der Wissenschaften, 1984 den Prinzessin-von-Asturien-Preis, 1995 den Ramon y Cajal Preis, 2005 den Orden Civil de Alfonso X el Sabio, 2006, den Premio México de Ciencia y Tecnología und 2012 den Lifetime Achievement Award der Society of Developmental Biology. García-Bellido ist mehrfacher Ehrendoktor, unter anderem der Russischen Akademie der Wissenschaften und Mitglied der European Molecular Biology Organization (1975).

## Schriften (Auswahl)
- mit Pedro Ripoll, Ginés Morata: Developmental compartmentization of the wing disk of Drosophila. In: Nature New Biology. Band 245, 1973, S. 251–253.
- Genetic control of wing-disk development in Drosophila. In: Cell Patterning. Ciba Foundation Symp. 29, Amsterdam 1975, S. 161–182.
- mit M. P. Capdevila: Genes involved in the activation of the bithorax complex of Drosophila. In: Wilhelm Roux Archive. Band 190, 1981, S. 339–350, PMID  28305293.
- mit Pedro Ripoll, Ginés Morata: Developmental compartmentization in the dorsal mesothoracic disk of Drosophila. In: Development Biology. Band 48, 1976, S. 132–147.
- mit Peter Anthony Lawrence, Ginés Morata: Compartments in animal development. In: Scientific American. Band 241, Juli 1979, S. 102–110.
- mit Jose F. de Celis: Developmental genetics of the venation pattern of Drosophila. In: Annual Review of Genetics. Band 26, 1992, S. 277–304.